# کتابخانه ملی جمهوری آذربایجان
کتابخانه ملی جمهوری آذربایجان با کتابخانه ملی میرزا فتحعلی آخوندزاده جمهوری آذربایجان (آذربایجانی: Mirzə Fətəli Axundov adına Azərbaycan Milli Kitabxanası) کتابخانه دولتی مرکزی جمهوری آذربایجان که در سال ۱۹۲۲ بنیان‌گذاری شده است. که عموماً با نام میرزا فتحعلی آخوندزاده نمایش‌نامه‌نویس و فیلسوف آذربایجانی عهد قاجار نام برده می‌شود. در ورودی کتابخانه مجسمه‌های الکساندر پوشکین، حکیم نظامی، شوتا روستاولی، عزیر حاجی‌بیگف و مهستی گنجه‌ای نصب شده است.
کتابخانه ملی جمهوری آذربایجان در سال ۱۹۲۲ بنا نهاده‌شد، کتابخانه به مکان فعلی خود در ۲۳ مه ۱۹۲۳ نقل مکان کرد. این ساختمان توسط معمار آذربایجان میکائیل حسین‌اف طراحی شده است. از ابتدای بنیان‌گذاری به عنوان کتابخانه عمومی و دولتی جهت ذخیره‌سازی کتب آذربایجان شناخته شده می‌شود. از سال ۱۹۶۲ دارای روابط با کتابخانه ملی فرانسه می‌باشد. در سال ۲۰۰۵، مطابق با حکم صادر شده توسط شورای وزیران، کتابخانه به‌نام کتابخانه ملی میرزا فتحعلی آخوندزاده جمهوری آذربایجان تغییر نام داد و در سال ۲۰۰۵، به شورای کتابخانه‌های ملی اروپا پیوست.